# Aéroport international de Zurich
L'aéroport international de Zurich (code IATA : ZRH • code OACI : LSZH), anciennement appelé aéroport de Kloten, qui se trouve à Kloten dans le canton de Zurich, est le plus grand aéroport de Suisse.
L'aéroport de Zurich est l'aéroport le plus important de Suisse et l'aéroport d'origine de la population des régions autrichiennes et allemandes voisines.
La gare de l'aéroport se trouve directement sous l'enregistrement 3 au centre de l'aéroport et offre des liaisons ferroviaires directes vers toute la Suisse. Lors de son ouverture en 1980, elle fut l'une des premières gares aéroportuaires interurbaines au monde. Directement en face du centre de l'aéroport se trouvent également la gare routière et les lignes de tramway 10 (direction centre-ville) et 12 (direction Wallisellen, Dübendorf, Zürich-Schwamendingen).
L'aéroport de Zurich sert de plate-forme de correspondance à la compagnie Swiss International Air Lines et, depuis le rachat de Swiss par la Lufthansa, il est la troisième plate-forme de cette dernière. De nombreux investissements ont été faits dans cet aéroport avant la faillite de la compagnie Swissair, dont il était le principal (puis presque l'unique) port d'attache.
Le nombre de personnes travaillant sur l'aire de l'aéroport est de l'ordre de 15 000, l'opérateur de l'aéroport Flughafen Zürich AG (en) employant 1 200 personnes.
En 2019, l'aéroport a reçu pour la 17e fois consécutive le World Travel Award dans la catégorie « premier aéroport européen ». Le Skytrax Award classe également l'aéroport de Zurich parmi les 10 premiers aéroports du monde par des millions de voyageurs chaque année.
Ensemble avec Genève et Bâle, il fait partie des trois aéroports nationaux suisses.
Le centre Rega de la Garde aérienne suisse de sauvetage y est implanté.
Le 3 mars 2024, les électeurs de Zurich ont approuvé l'extension de deux pistes à l'aéroport de Zurich. L'extension de la piste 28 de 400 mètres vers l'ouest et de la piste 32 de 280 mètres vers le nord devrait accroître la sécurité et réduire la pollution sonore. Le projet est soutenu par le gouvernement de Zurich et la majorité des partis politiques.

## Situation

### Carte des aéroports en Suisse
| \| 20 km1:1 107 000 \| EuroAirport Basel-Mulhouse-Freiburg Zurich Genève Berne Birrfeld Bressaucourt Fribourg Granges La Chaux-de-Fonds Lausanne Lugano Samedan Saint-Gall Sion Alpnach Buochs Dübendorf Emmen Payerne Ambri Amlikon Bad Ragaz Bellechasse Bex Biel-Kappelen Buttwil Courtelary Dittingen Fricktal-Schupfart Gruyère Hasenstrick Hausen am Albis Kägiswil La Côte Langenthal Locarno Lodrino Lommis Luzern-Beromünster Mollis Montricher Neuchâtel Môtiers Münster Olten Rarogne Reichenbach Saanen Schaffhausen Schänis Sitterdorf Speck-Fehraltorf St. Stephan Thoune Triengen Wangen-Lachen Winterthur Yverdon-les-Bains Zweisimmen |
| 20 km1:1 107 000 |

## Historique

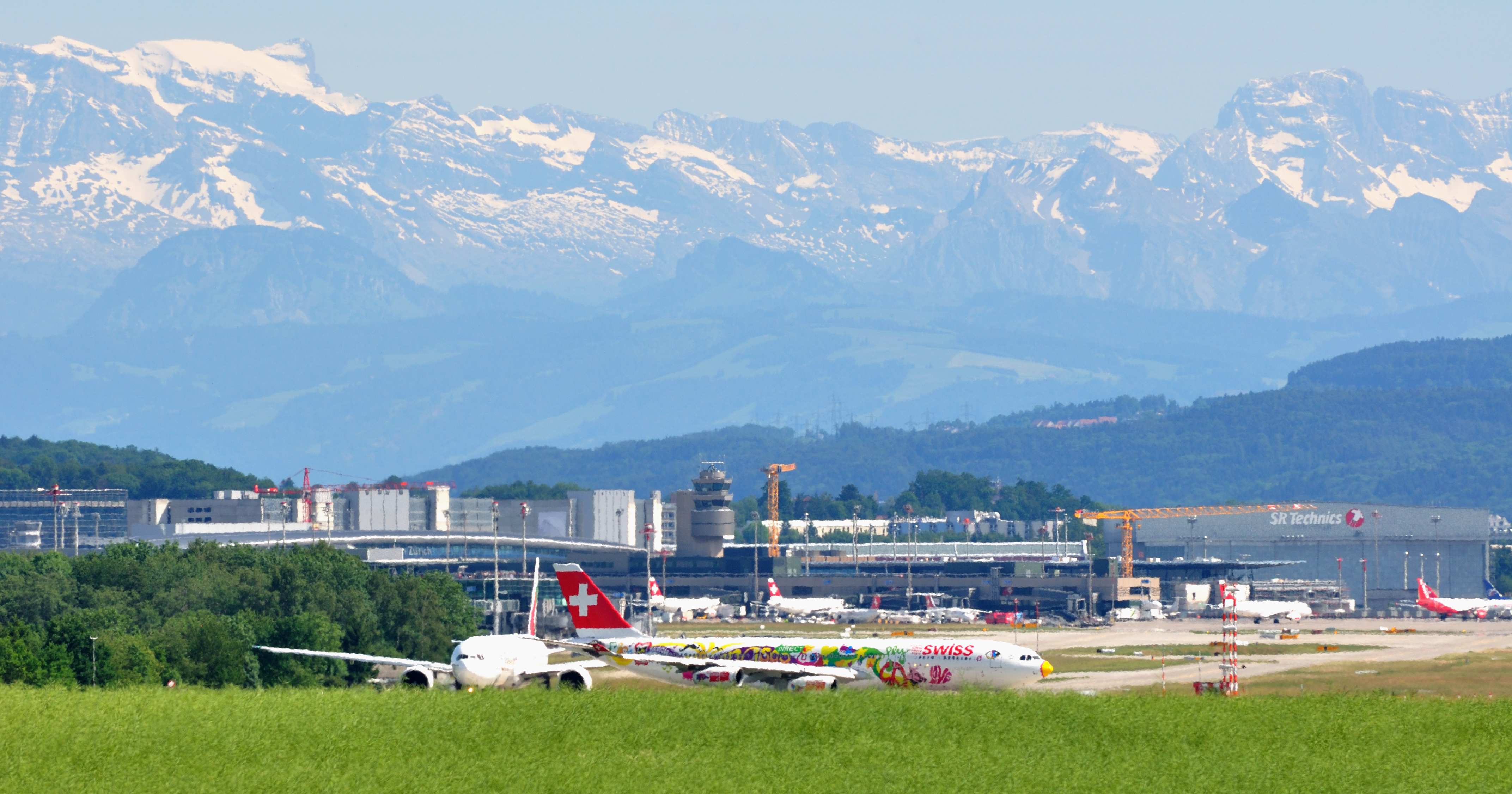
L'aéroport international de Zurich.

Les 22 et 23 août 1998, les festivités marquant le cinquantième anniversaire de l'aéroport de Zurich attirent 400 000 personnes. En 2006, 19,2 millions de passagers ont transité par l'aéroport.
En 2009, l'aéroport a accueilli 21 926 872 passagers. Son bénéfice a été de 114,9 millions, pour un chiffre d'affaires de 820,2 millions de francs.
En 2010, l'aéroport a reçu plus de 22,88 millions de passagers, et plus de 25,47 millions en 2014. En 2015, ce sont plus de 26 millions (+3,2 %) de passagers qui transitent par l'aéroport.
En 2006, l'institut londonien Skytrax a classé l'aéroport de Zurich 8e du classement des dix meilleurs aéroports du monde.
Trois ans plus tard, en 2009, il est élu par le même institut 4e meilleur aéroport du monde derrière l'aéroport international d'Incheon, l'aéroport international de Hong Kong, et enfin l'aéroport de Singapour-Changi.

## Trafic et fréquentation
Le graphique qui aurait dû être présenté ici ne peut pas être affiché car il utilise l'ancienne extension Graph, désactivée pour des questions de sécurité. Des indications pour créer un nouveau graphique avec la nouvelle extension Chart sont disponibles ici.

Voir la requête brute et les sources sur Wikidata.

## Compagnies et destinations
| Compagnies                    | Destinations |
| ----------------------------- | --- |
| Aegean Airlines               | Athènes E.-Venizélos, Thessalonique-Makedonía En saison : Héraklion-N. Kazantzákis, Rhodes-Diagoras |
| Aer Lingus                    | Dublin |
| airBaltic                     | Riga |
| Air Cairo                     | Hurghada, Marsa Alam |
| Air Canada                    | Toronto-L. B. Pearson En saison : Vancouver |
| Air Corsica                   | En saison : Ajaccio-Napoléon-Bonaparte |
| Air Europa                    | Madrid-Barajas |
| Air France                    | Paris-Charles de Gaulle |
| Air Serbia                    | Belgrade Nikola-Tesla En saison : Niš Constantin-le-Grand |
| AJet                          | Antalya, Istanbul-S. Gökçen |
| AlMasria Universal Airlines   | En saison charter : Hurghada |
| American Airlines             | Philadelphie |
| Austrian Airlines             | Vienne-Schwechat |
| British Airways               | Londres-City, Londres-Heathrow |
| Brussels Airlines             | Bruxelles-National |
| Bulgaria Air                  | Sofia-Vrajdebna |
| Cathay Pacific                | Hong Kong |
| Chair Airlines                | - Beyrouth-Rafic Hariri - Hurghada - Marsa Alam - Ohrid-Saint-Paul-l'Apôtre - Priština - Skopje En saison : - Héraklion-N. Kazantzákis - Ibiza - Kos - Larnaca - Las Palmas/Gran Canaria - Mykonos - Palma de Majorque - Podgorica - Rhodes-Diagoras - Ténériffe-Sud Reine Sofia |
| Condor                        | En saison : - Héraklion-N. Kazantzákis - Ibiza - Kos - Larnaca - Palma de Majorque - Rhodes-Diagoras |
| Corendon Airlines             | En saison : Antalya |
| Croatia Airlines              | Zagreb-Pleso En saison : Dubrovnik, Pula, Split |
| Delta Air Lines               | New York-John F. Kennedy En saison : Atlanta H.-Jackson |
| easyJet                       | - Berlin-Brandebourg, - Bordeaux-Mérignac, - Lisbonne-H. Delgado, - Londres-Gatwick, - Londres-Luton, - Porto-F. Sá-Carneiro En saison : Catane-Fontanarossa, Londres-Stansted, Naples-Capodichino |
| Edelweiss Air                 | - Amman-Reine-Alia, - Aqaba, - Bergen, - Bogota-El Dorado, - Cancún, - Carthagène-R. Núñez, - Catane-Fontanarossa, - Édimbourg, - Fuerteventura, - Hurghada, - La Havane-José Martí, - Lamezia Terme, - Lanzarote-Arrecife, - Las Palmas/Gran Canaria, - Madère-C. Ronaldo, - Marsa Alam, - Maurice-Sir Seewoosagur Ramgoolam, - Palma de Majorque, - Priština, - Punta Cana, - San José-J. Santamaría, - Skopje, - Ténériffe-Sud Reine Sofia En saison : - Agadir-Al Massira, - Antalya, - Biarritz-Pays Basque, - Bilbao, - Bodrum-Milas, - Bogota-El Dorado, - Cagliari, - Calgary, - Carthagène-R. Núñez, - Colombo-Bandaranaike, - Corfou-I. Capodistrias, - Cork, - Dalaman, - Dar es Salam-J. Nyerere, - Denver (Stapleton), - Djerba-Zarzis, - Dubrovnik, - Faro, - Figari Sud Corse, - Halifax (Stanfield), - Héraklion-N. Kazantzákis, - Hô Chi Minh Ville (Tân Sơn Nhất), - Ibiza, - Ivalo, - Jerez de la Frontera, - Kalamata, - Kilimandjaro, - Kos, - Kuusamo, - La Canée I.-Daskaloyánnis, - La Palma, - Larnaca, - Las Vegas-McCarran, - Le Cap, - Liberia-D.-Oduber, - Louxor, - Mahé-Seychelles international, - Malé Velana, - Marrakech-Ménara, - Mascate, - Minorque-Mahón, - Montego Bay-Donald Sangster, - Montréal (P.-E.-Trudeau), - Mykonos, - Newquay Cornouailles, - Ohrid-Saint-Paul-l'Apôtre, - Olbia-Costa Smeralda, - Paphos, - Phuket, - Pise-Galileo Galilei, - Ponta Delgada-Jean Paul II, - Prévéza-Aktion, - Puerto Plata - Gregorio Luperón, - Pula, - Reykjavik-Keflavík, - Rhodes-Diagoras, - Sal-A. Cabral, - Sámos-Aristarque, - Saint-Jacques-de-Compostelle, - Santorin-Thira, - Séville-San Pablo, - Charm el-Cheikh, - Skiathos-A. Papadiamándis, - Split, - Tampa, - Tivat, - Tromsø, - Vancouver, - Varadero-J. G. Gómez, - Varna, - Zante D.-Solomós En saison charter : Kittilä, Rovaniemi |
| El Al                         | Tel Aviv - Ben Gourion |
| Emirates                      | Dubaï |
| Ethiopian Airlines            | Addis-Abeba Bole, Milan-Malpensa |
| Etihad Airways                | Abou Dabi |
| Eurowings                     | Cologne/Bonn-K. Adenauer, Düsseldorf, Hamburg-Fuhlsbüttel En saison : Palma de Majorque |
| Finnair                       | Helsinki-Vantaa |
| FlyEgypt                      | En saison charter : Hurghada |
| Hainan Airlines               | Shenzhen-Bao'an |
| Helvetic Airways              | En saison : Antalya, Narvik/Harstad, Kittilä En saison charter : - Héraklion-N. Kazantzákis, - Hurghada, - Kos, - Larnaca, - Palma de Majorque, - Priština |
| Iberia                        | Madrid-Barajas |
| Icelandair                    | Reykjavik-Keflavík |
| Israir Airlines               | En saison : Tel Aviv - Ben Gourion |
| ITA Airways                   | Rome Léonard-de-Vinci/Fiumicino |
| KLM                           | Amsterdam-Schiphol |
| KM Malta Airlines             | Malte |
| Korean Air                    | En saison : Séoul-Incheon |
| LOT Polish Airlines           | Varsovie-Chopin |
| Lufthansa                     | Francfort, Munich-F. J. Strauß |
| Montenegro Airlines           | Podgorica |
| Oman Air                      | Mascate |
| Pegasus Airlines              | Istanbul-Sabiha Gökçen |
| Qatar Airways                 | Doha-Hamad |
| Royal Air Maroc               | Casablanca-Mohammed V |
| Royal Jordanian               | Amman-Reine Alia |
| Saudia                        | Riyad-roi Khaled |
| Scandinavian Airlines         | Copenhague-Kastrup, Oslo-Gardermoen, Stockholm-Arlanda |
| Singapore Airlines            | Singapour-Changi |
| SkyAlps                       | Bolzano |
| SunExpress                    | Ankara Esenboğa, Antalya, Gaziantep-Oğuzeli, Izmir-A. Menderes En saison : Dalaman |
| Swiss International Air Lines | - Amsterdam-Schiphol, - Athènes E.-Venizélos, - Bangkok-Suvarnabhumi, - Barcelone-El Prat, - Belgrade Nikola-Tesla, - Berlin-Brandebourg, - Beyrouth-Rafic Hariri, - Bilbao, - Birmingham, - Bologne-Borgo Panigale, - Bombay-Chhatrapati-Shivaji, - Bordeaux-Mérignac, - Boston Logan, - Brême, - Brindisi Papola/Casale, - Bristol, - Bruxelles-National, - Bucarest-H. Coandă, - Budapest-Ferenc Liszt, - Buenos Aires-Ezeiza, - Chicago O'Hare, - Cluj-Napoca, - Copenhague-Kastrup, - Cracovie-Jean-Paul II, - Delhi-Indira Gandhi, - Dresde, - Dubaï, - Dublin, - Düsseldorf, - Florence-Peretola, - Francfort, - Gdańsk-L. Wałęsa, - Genève-Cointrin, - Göteborg, - Graz-Thalerhof, - Hamburg-Fuhlsbüttel, - Hanovre, - Hong Kong, - Johannesbourg OR Tambo, - Košice (Cassovie)-Barca, - Las Palmas/Gran Canaria, - Le Caire, - Lisbonne-H. Delgado, - Ljubljana-Jože Pučnik, - Londres-City, - Londres-Heathrow, - Los Angeles, - Luxembourg-Findel, - Madrid-Barajas, - Malaga-Costa del Sol, - Manchester, - Marseille-Provence, - Mascate, - Miami, - Milan-Malpensa, - Munich-F. J. Strauß, - Nairobi-J. Kenyatta, - Nantes-Atlantique, - Naples-Capodichino, - Newark-Liberty, - )New York-John F. Kennedy, - Nice-Côte d'Azur, - Nuremberg-A. Dürer, - Oslo-Gardermoen, - Palerme Falcone-Borsellino, - Palma de Majorque, - Paris-Charles de Gaulle, - Pékin-Daxing, - Porto-F. Sá-Carneiro, - Prague-Václav-Havel, - Rome Léonard-de-Vinci/Fiumicino, - Rotterdam-La Haye, - San Francisco, - São Paulo-Guarulhos, - Sarajevo-Butmir, - Shanghaï - Pudong, - Singapour-Changi, - Sofia-Vrajdebna, - Stockholm-Arlanda, - Stuttgart, - Tallinn, - Tel Aviv - Ben Gourion, - Thessalonique-Makedonía, - Tirana-Mère-Teresa, - Tokyo-Narita, - Valence, - Varsovie-Chopin, - Venise - Marco Polo, - Vienne-Schwechat, - Vilnius, - Washington-Dulles, - Wrocław-N. Copernic En saison : Billund, Malte, Sylt-Westerland, Toronto (Pearson) |
| Tailwind Airlines             | En saison charter : Antalya |
| TAP Air Portugal              | Lisbonne-H. Delgado En saison : Porto-F. Sá-Carneiro |
| Thai Airways                  | Bangkok-Suvarnabhumi |
| Tunisair                      | Djerba-Zarzis, Tunis-Carthage En saison : Enfidha-Hammamet |
| Turkish Airlines              | Istanbul En saison : Gaziantep-Oğuzeli |
| Twin Jet                      | Lyon-Saint-Exupéry |
| United Airlines               | Chicago-O'Hare, Newark-Liberty, Washington Dulles En saison : San Francisco |
| Vueling                       | Alicante-Elche, Barcelone-El Prat, Malaga-Costa del Sol, Palma de Majorque, Saint-Jacques-de-Compostelle En saison : Bilbao |

## Installations

Cartes de l'aéroport de Zurich.
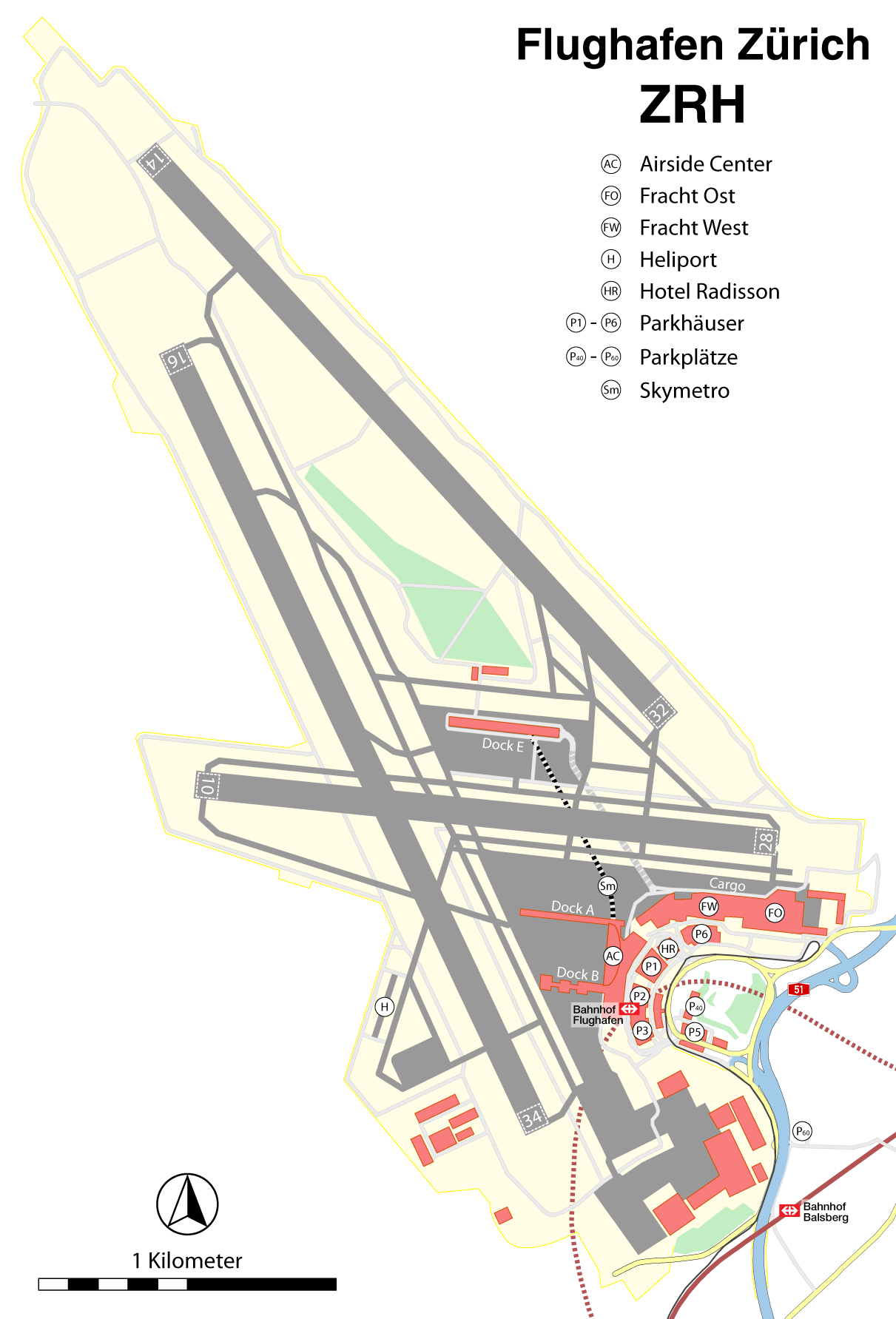

### Dépôts de carburant
Le carburant aviation est fourni par le réseau d'oléoducs en Centre-Europe de l'OTAN.

## Accès

### Transports ferroviaires
L'aéroport se situe à 13 km au nord de Zurich et est directement desservi par les Chemins de fer fédéraux au niveau de la gare de Zurich Aéroport. La gare centrale de Zurich (Zürich HBF), au centre-ville, est accessible en à peu près 10 minutes selon que l'on prenne un train ou un S-Bahn. Le reste de la Suisse est bien connecté en train ; par exemple, il faut 3 h pour Genève, 2 h 30 pour Lausanne, ou un peu plus d'une heure pour Berne ou Bâle.

### Bus et tramway
En face du centre de l'aéroport se trouve l'arrêt de la Stadtbahn Glattal, un système de métro léger qui fonctionne en interaction avec le système de tramway de Zurich, ainsi qu'une station de bus régionale. La gare routière et l'arrêt du métro léger desservent des destinations dans toute la région de la Glattal qui entoure l'aéroport, l'arrêt du métro léger étant desservi par les lignes de tram 10 et 12. La ligne de tram 10 assure également une liaison avec la gare centrale de Zurich, mais avec un temps de trajet plus long que celui du chemin de fer.

### Transports routiers
Il est desservi par l'autoroute A51 (sortie 6 Flughafen et 7 Flughafen-Werft). Des aires de débarquement sont disponibles près du centre de l'aéroport, tandis qu'un total de plus de 14 000 places sont disponibles dans six parkings pour le stationnement de courte et de longue durée. Un centre de location de voitures est situé dans le complexe du terminal. L'aéroport est desservi par une flotte de taxis aéroportuaires spécialisés, qui opèrent à partir de stations de taxis situées devant les zones d'arrivée. Des limousines de l'aéroport avec chauffeur peuvent être organisées. Le coût des services de taxi est élevé en comparaison internationale.